# همکاری مغزها
همکاری مغزها (انگلیسی: Brain Works; کره‌ای: 두뇌공조) یک مجموعهٔ تلویزیونی کره جنوبی سال ۲۰۲۳ با بازی جونگ یونگ هوا، چا ته هیون، کواک سون یونگ و یه جی وون است. این مجموعه از ۲ ژانویه تا ۲۸ فوریه ۲۰۲۳، روزهای دوشنبه و سه‌شنبه ساعت ۲۱:۵۰ (کی‌اس‌تی) از کی‌بی‌اس۲ برای ۱۶ قسمت پخش شد.

## بازیگران

### اصلی
- جونگ یونگ هوا در نقش شین هارو[۵][۶]
- چا ته هیون در نقش گوم میونگ سه[۵][۶]
- کواک سون یونگ در نقش سول سو جون[۵][۶]
- یه جی وون در نقش کیم مو ران[۵][۶]